# Larinia neblina
Larinia neblina är en spindelart som beskrevs av Harrod, Levi och Laura B. Leibensperger 1991. Larinia neblina ingår i släktet Larinia och familjen hjulspindlar.
Artens utbredningsområde är Venezuela. Inga underarter finns listade i Catalogue of Life.